# ارنست پل
ارنست پل (فرانسوی: Ernest Paul‎; ۵ دسامبر ۱۸۸۱ – ۹ سپتامبر ۱۹۶۴) دوچرخه‌سوار اهل فرانسه بود.